# Compsoctena cyclatma
Compsoctena cyclatma är en fjärilsart som beskrevs av Edward Meyrick 1908. Compsoctena cyclatma ingår i släktet Compsoctena och familjen Eriocottidae. Inga underarter finns listade i Catalogue of Life.